# Oxicesta austera
Oxicesta austera är en fjärilsart som beskrevs av Scriba 1791. Oxicesta austera ingår i släktet Oxicesta och familjen nattflyn. Inga underarter finns listade i Catalogue of Life.